# AJS V4
De AJS V4 was een racemotorfiets die in de jaren dertig door AJS werd ontwikkeld maar die nooit succesvol werd.

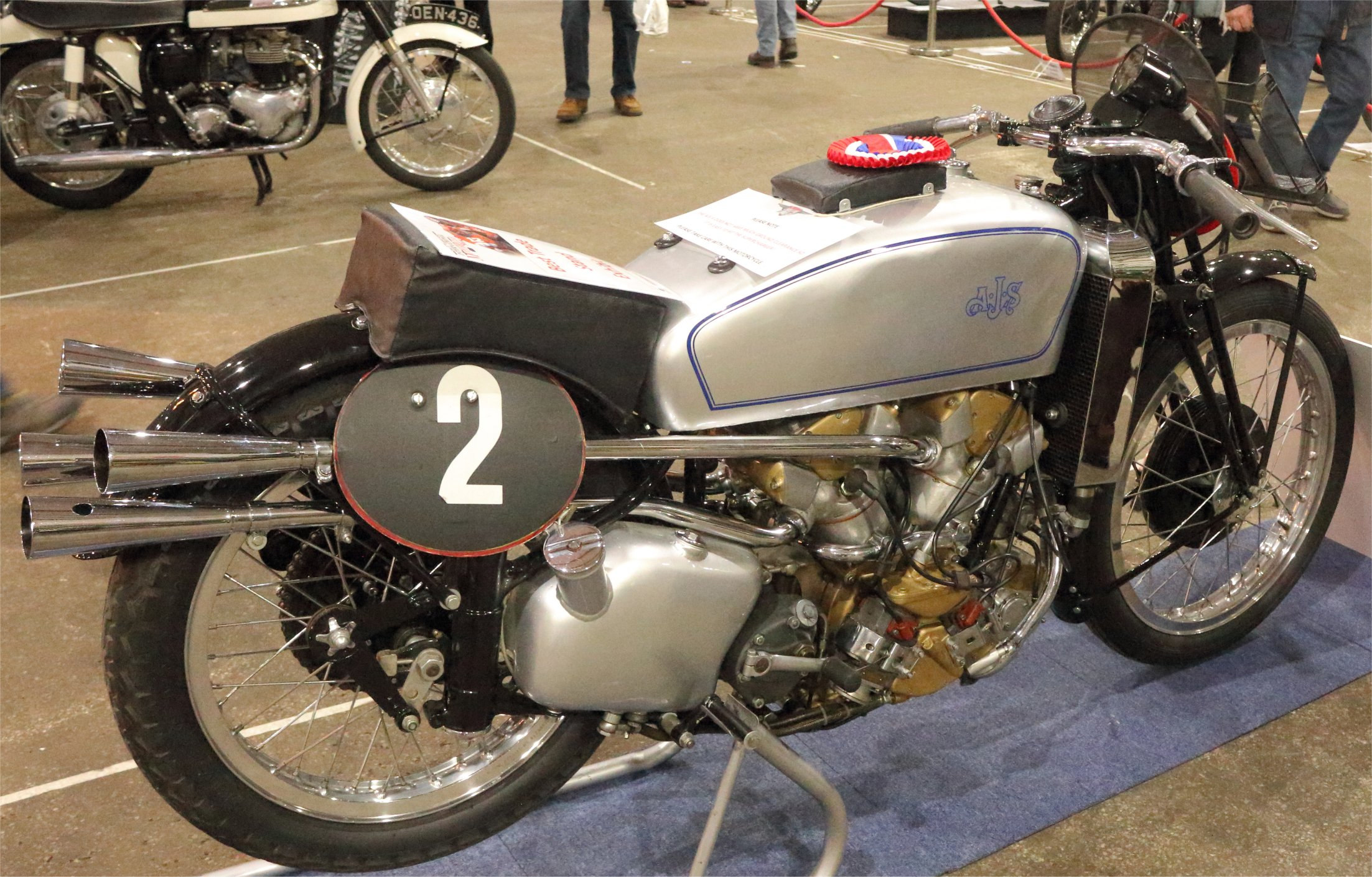
AJS V4-racer uit 1939

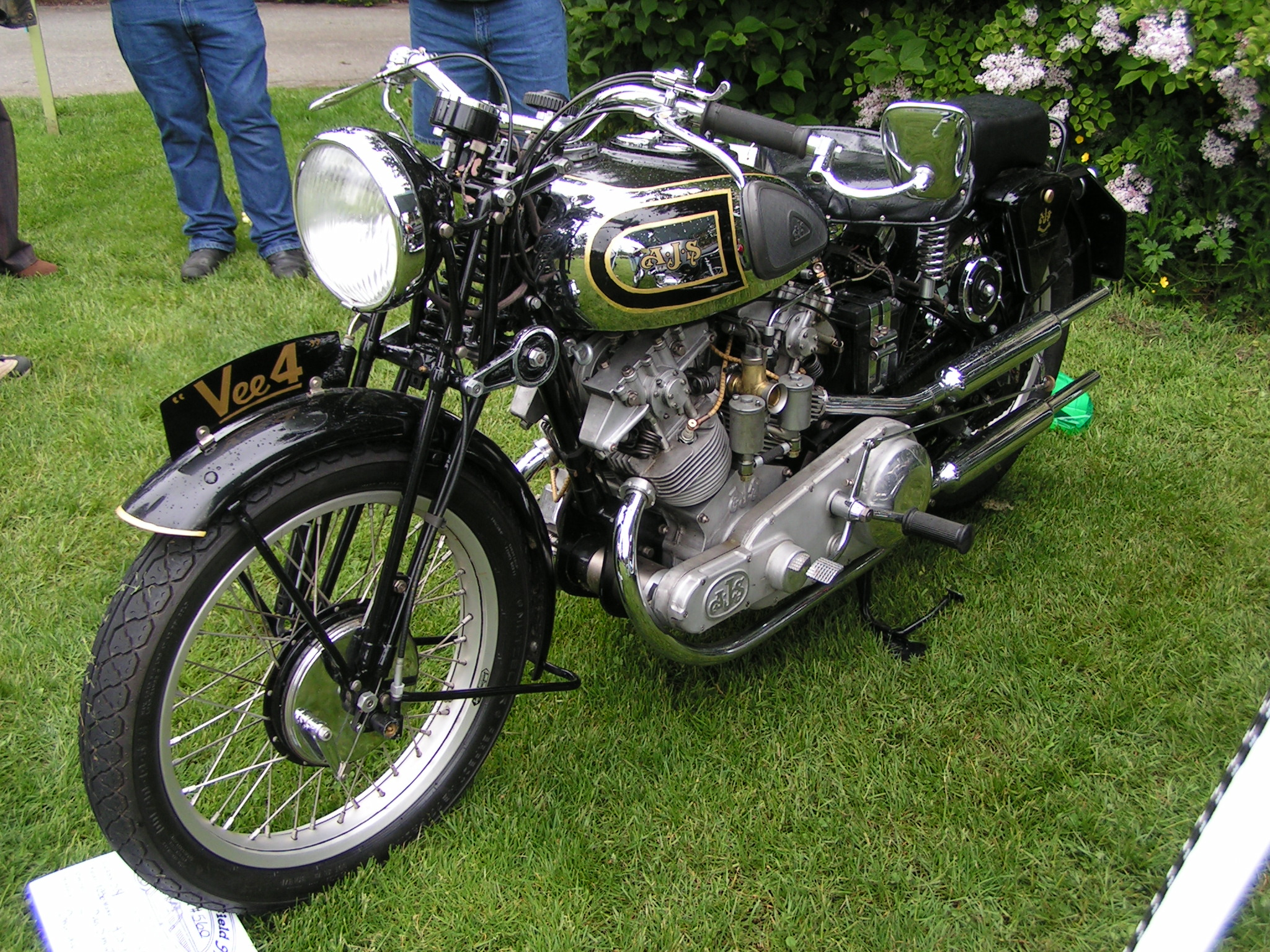
AJS V4-prototype uit 1936

## Voorgeschiedenis
In 1935 was het al vijf jaar geleden dat AJS voor het laatst een overwinning in een wegrace had gehaald. Dat was die van Jimmie Guthrie in de 250cc Lightweight TT op het Eiland Man van 1930. In de 500cc-klasse was het nog erger: Howard R. Davies had de Senior TT in 1921 gewonnen… Daar kwam nog bij dat Ernst Henne met zijn BMW's met compressor het ene wereldsnelheidsrecord na het andere brak. Gilera had dankzij coureur/constructeur Piero Taruffi een viercilinder racer met compressor, de Gilera Rondine. Dat bracht de bedrijfsleiding van AJS ertoe om een 500cc wegracer met compressor te bouwen. 

## Prototype 1935
Tijdens de Motorcycle Show in Londen van 1935 werd het prototype van de machine als wegmotor gepresenteerd, maar zo is ze nooit op de markt gekomen. De machine was ontworpen door Bert Collier. De familie Collier was eigenaar van het merk Matchless, dat in 1931 AJS had overgenomen, waardoor "Amalgamated Motor Cycles" was ontstaan.

### Motor
De motor was een luchtgekoelde dwarsgeplaatste V-vier kopklepmotor met enkele bovenliggende nokkenassen die door kettingen werden aangedreven. De ontsteking werd verzorgd door twee magneten. Hij had nog gietijzeren cilinders met aparte, aluminium cilinderkoppen. De kleppen werden bediend door buitenliggende haarspeldveren. De machine had een 180° krukas met gevorkte drijfstangen. Er was één centrale carburateur voor elk cilinderpaar en per cilinder een uitlaat. De voorste uitlaatpoorten zaten aan de voorkant, de achterste aan de achterkant van het cilinderblok, AJS meldde toen al dat er mogelijk een compressor toegevoegd zou worden. 

### Aandrijving
De primaire- en de secundaire aandrijving verliepen met kettingen. De motor had een natte platenkoppeling en een Burman vierversnellingsbak.

### Rijwielgedeelte
Het prototype had nog een enkel wiegframe zonder achtervering, met een girder voorvork met wrijvingsdempers. 

## Luchtgekoelde racer
In het voorjaar van 1936 verscheen de raceversie voor tests op het circuit van Brooklands. 

### Motor
Vóór de motor zat nu een Zoller-compressor die eveneens met een ketting werd aangedreven. De compressor draaide met de halve krukassnelheid en voedde de motor door een enkele Amal-carburateur en een gevorkt inlaatspruitstuk. Hij leverde een overdruk van 8 PSI (0,5 bar). De cilinders stonden onder een hoek van 50° ten opzichte van elkaar. De motor leverde 51,5 pk bij 6.000 tpm en alle uitlaatpoorten wezen naar voren. 

### Aandrijving
De primaire- en de secundaire aandrijving verliepen met kettingen. De motor had een natte platenkoppeling en een vierversnellingsbak.

### Rijwielgedeelte
Er was een dubbel wiegframe toegepast, dat afkomstig was van de 500 cc eencilinderracers, en dat bij lange na niet opgewassen was tegen het vermogen van de motor. Dat was de reden dat de motor feitelijk nooit geschikt was voor races. De achtervering bestond uit een parallellogramconstructie met wrijvingsdempers en de voorvering uit een eenvoudige parallellogramvork, eveneens met wrijvingsdempers. Ook de remmen waren onderbemeten: de voorste trommelrem was zelfs overgenomen van een simpele 350 cc AJS racer. In 1938 kreeg de machine plunjervering achter, betere remmen, een hogere compressie en een lichter ontstekingsmechanisme. De motor werd ook verder naar achteren in het frame gehangen om de achterste cilinders beter te koelen.

### Resultaten
De machine maakte haar debuut tijdens de Isle of Man TT van 1936. Ze werd gereden door Harold Daniell en testrijder George Rowley. Het werd een afgang: beide machines vielen uit door koelproblemen met de achterste cilinders. Men probeerde dat nog op te lossen door de compressordruk terug te brengen naar 0,07 bar, maar dat maakte de machines alleen maar vreselijk traag. In 1937 verschenen de machines helemaal niet in de Senior TT. In dat jaar werd er niet veel gedaan aan de doorontwikkeling van de 500cc-racer, volgens Matt Wright, die net als hoofdconstructeur in dienst was gekomen, omdat hij het apparaat niet in zijn werkplaats wilde hebben. In 1938 besloot men dan maar de compressor te demonteren en vier normale carburateurs te plaatsen. Bob Foster nam de machine mee naar de Senior TT, maar haalde de finish niet.

## Watergekoelde racer
BMW had al lang bewezen dat het mogelijk was met een compressor goed te presteren. Alleen al in de Senior TT: In 1936 werd Jock West zesde en in 1938 vijfde. In 1938 was Schorsch Meier al bijna niet te verslaan met de BMW: Hij won in dat jaar de Grand Prix van België, de Grand Prix van Duitsland, de Groote Prijs van Nederland en de Grand Prix van Italië en hij werd Europees kampioen en kampioen van Duitsland. In 1939 besloot AJS het V-vier project dan toch maar eens rigoureus aan de pakken.
De luchtkoeling werd vervangen door waterkoeling en de compressor kwam weer terug. AJS had echter thermosifonkoeling met twee radiateurs gebruikt  en al snel bleek dat die onvoldoende was om de warmteproblemen op te lossen. Daarom werd al snel een waterpomp aan de rechterkant rechtstreeks op de krukas gemonteerd. Toen dacht men dat een enkele radiateur wel genoeg zou zijn, maar ook dat bleek een vergissing. Met een mengsel van 50% benzine en 50% alcohol leverde de motor 55 pk bij 7.200 tpm, maar de vermogensafgifte was erg piekerig wat de handelbaarheid niet ten goede kwam.

### Resultaten
In mei 1939 kwam Bob Foster aan de start van de North West 200, maar de machine verzoop al vóór de start. Toch kwamen Walter Rusk (elfde) en Bob Foster (dertiende) nu eindelijk wél aan de finish van de Senior TT. Jock West werd met zijn BMW uiteindelijk tweede, maar had bijna tien kilometer achter de AJS van Bob Foster gezeten, niet omdat hij trager was, maar omdat de slingerende AJS de volle breedte van de weg nodig had. Pas bij de Grandstand was voldoende ruimte om te passeren. Een klein succesje werd behaald tijdens de Ulster Grand Prix, waar Rusk lange tijd op kop lag vóór de Gilera van Dorino Serafini. De eerlijkheid gebiedt te zeggen dat die wedstrijd bijna niet was doorgegaan door het gebrek aan deelnemers door de oorlogsdreiging. Toch reed Rusk de eerste ronde in de "Ulster" boven "The Ton" (meer dan 100 mijl per uur). Een afgebroken scharnierpunt van de voorvork zorgde ervoor dat Rusk uitviel en uiteindelijk verbeterde Serafini de rondetijd. Bob Foster viel uit met bougieproblemen. Tijdens die wedstrijd bleek echter ook dat het frame nog steeds niet voldeed: de machine ging wild slingerend over de lange rechte stukken van het Clady Circuit.
Tijdens de Tweede Wereldoorlog werd er niet geracet, en eigenlijk kwam het eerste echte seizoen pas in 1947 van de grond, maar een jaar eerder werden al enkele kleine wedstrijden georganiseerd. In Chimay wist Jock West, inmiddels verkoopmanager bij AJS, zelfs te winnen, maar in Albi viel hij uit door een uitgelopen big-end lager. De machine die West reed was vóór de oorlog bereden door Walter Rusk, die de oorlog niet overleefd had. West was daardoor een van de weinigen die een goede vergelijking tussen de AJS en de BMW konden maken. De AJS was 45 kilo zwaarder dan de BMW, en er was dan ook bijna niets gedaan om het gewicht te beperken. Alleen de cilinders waren van aluminium gemaakt, maar de vier uitlaatpijpen, vier kettingen en twee ontstekingsmagneten droegen flink bij aan het gewicht van 184 kg.
Uiteindelijk wisten de Britten na de oorlog bij de FICM een compressorverbod af te dwingen, waardoor de dreiging van BMW, Gilera en Moto Guzzi verdween. Bovendien werd het de Duitsers tot 1952 verboden deel te nemen aan internationale wedstrijden. Joe Craig ontwikkelde een luchtgekoelde tweecilinder, de AJS E90. Die had aanvankelijk ook nog een compressor, maar werd omgebouwd naar carburateurs en haalde de allereerste wereldtitel in 1949 binnen.

## Technische gegevens
| Periode              | 1935                                     | 1936-1938                                | 1939-1946                                |                             |              |
| Categorie            | prototype toermotorfiets                 | fabrieksracer                            | fabrieksracer                            |                             |              |
| Motortype            | kopklepmotor                             | kopklepmotor met compressor              | kopklepmotor met compressor              |                             |              |
| Bouwwijze            | dwarsgeplaatste viercilinder 50° V-motor | dwarsgeplaatste viercilinder 50° V-motor | dwarsgeplaatste viercilinder 50° V-motor |                             |              |
| boring               | 50 mm                                    | 50 mm                                    | 50 mm                                    |                             |              |
| slag                 | 63 mm                                    | 63 mm                                    | 63 mm                                    |                             |              |
| Cilinderinhoud       | 494,8 cc                                 | 494,8 cc                                 | 494,8 cc                                 |                             |              |
| Koeling              | lucht                                    | lucht                                    | water                                    |                             |              |
| Compressieverhouding | 10:1                                     | 7,9:1                                    | 7,9:1                                    |                             |              |
| Compressordruk       | nvt                                      | 8 PSI (0,5 bar)                          | 17,5 PSI (1,2 bar)                       |                             |              |
| Max. Vermogen        | 29,4 kW/40 pk bij 6.000 tpm              | 27,9 kW/51,5 pk bij 6.000 tpm            | 40,5 kW/55 pk bij 7.200 tpm              |                             |              |
| Topsnelheid          | onbekend                                 | onbekend                                 | ca. 210 km/h                             | ca. 210 km/h                | ca. 210 km/h |
| Aandrijving          | ketting                                  | ketting                                  | ketting                                  |                             |              |
| Rijwielgedeelte      | enkel wiegframe, buisframe               | dubbel wiegframe, buisframe              | dubbel wiegframe, buisframe              | dubbel wiegframe, buisframe |              |
| Tankinhoud           | 19 liter                                 | 27 liter                                 | 27 liter                                 |                             |              |
| Drooggewicht         | 205 kg                                   | onbekend                                 | 184 kg                                   |                             |              |
| Opvolger             | E90                                      | E90                                      | E90                                      |                             |              |